# Cropus
Cropus est une commune française située dans le département de la Seine-Maritime en région Normandie.

## Géographie

### Localisation
Cropus est un village rural normand située dans le pays de Caux situé à 33 km au nord de Rouen, 21 km au sud de Dieppe et de la Manche.

### Communes limitrophes
| Notre-Dame-du-Parc   | Le Catelier | Saint-Hellier |
| Heugleville-sur-Scie | Cropus      | Val-de-Scie   |
| Val-de-Scie          | Val-de-Scie | Val-de-Scie   |

### Hydrographie
La commune est située dans le bassin Seine-Normandie. Elle n'est drainée par aucun cours d'eau,.

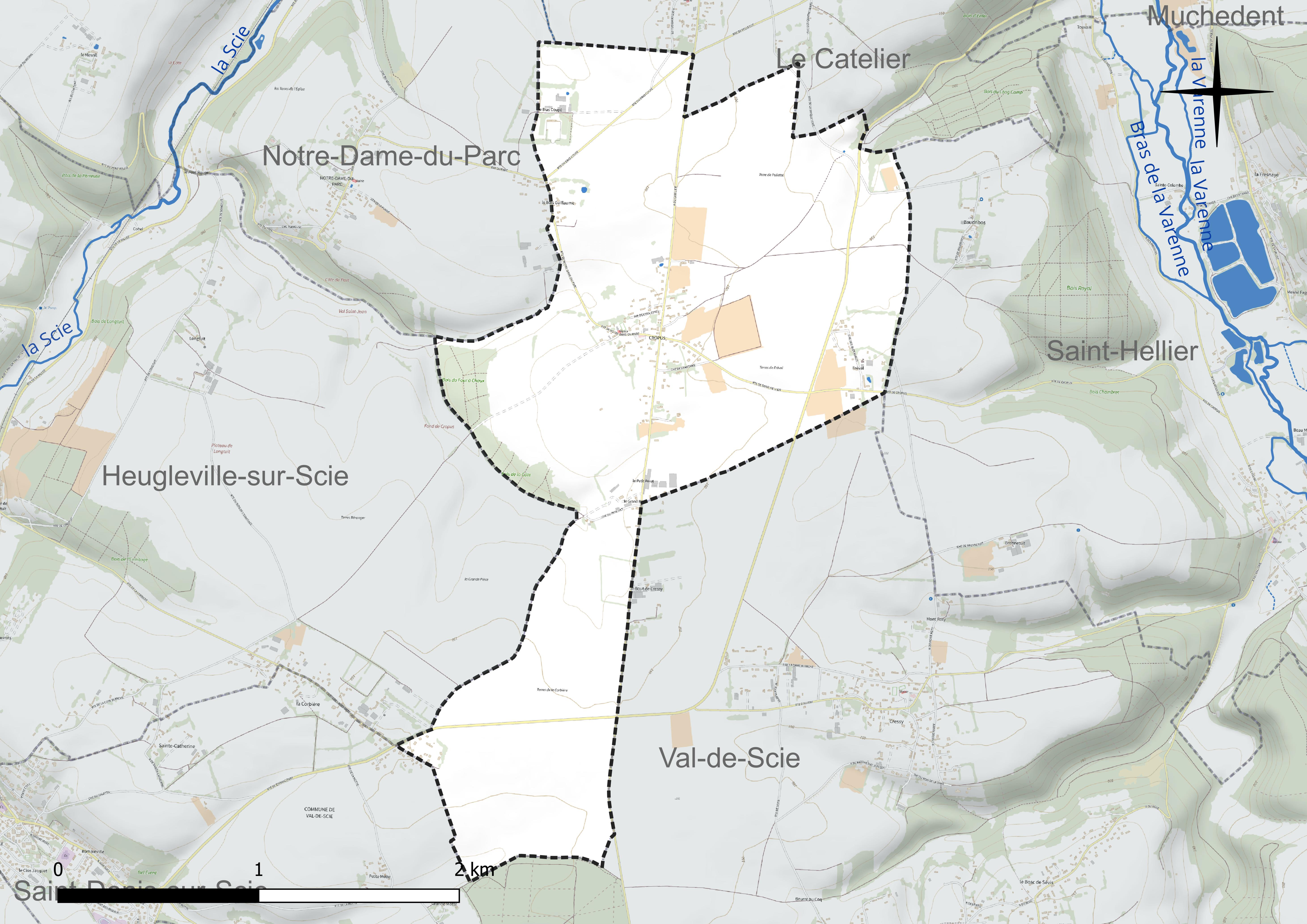
Réseau hydrographique de Cropus.

### Climat
Pour des articles plus généraux, voir Climat de la Normandie et Climat de la Seine-Maritime.
En 2010, le climat de la commune est de type climat océanique altéré, selon une étude du CNRS s'appuyant sur une série de données couvrant la période 1971-2000. En 2020, Météo-France publie une typologie des climats de la France métropolitaine dans laquelle la commune est exposée à un climat océanique et est dans la région climatique Côtes de la Manche orientale, caractérisée par un faible ensoleillement (1 550 h/an) ; forte humidité de l’air (plus de 20 h/jour avec humidité relative > 80 % en hiver), vents forts fréquents. Parallèlement le GIEC normand, un groupe régional d’experts sur le climat, différencie quant à lui, dans une étude de 2020, trois grands types de climats pour la région Normandie, nuancés à une échelle plus fine par les facteurs géographiques locaux. La commune est, selon ce zonage, exposée à un « climat maritime », correspondant au Pays de Caux, frais, humide et pluvieux, légèrement plus frais que dans le Cotentin.
Pour la période 1971-2000, la température annuelle moyenne est de 10,2 °C, avec une amplitude thermique annuelle de 13,5 °C. Le cumul annuel moyen de précipitations est de 870 mm, avec 12,8 jours de précipitations en janvier et 8,7 jours en juillet. Pour la période 1991-2020, la température moyenne annuelle observée sur la station météorologique la plus proche, située sur la commune de Dieppe à 21 km à vol d'oiseau, est de 11,3 °C et le cumul annuel moyen de précipitations est de 805,2 mm,. Pour l'avenir, les paramètres climatiques de la commune estimés pour 2050 selon différents scénarios d'émission de gaz à effet de serre sont consultables sur un site dédié publié par Météo-France en novembre 2022.

## Urbanisme

### Typologie
Au 1er janvier 2024, Cropus est catégorisée commune rurale à habitat dispersé, selon la nouvelle grille communale de densité à sept niveaux définie par l'Insee en 2022.
Elle est située hors unité urbaine. Par ailleurs la commune fait partie de l'aire d'attraction de Rouen, dont elle est une commune de la couronne,. Cette aire, qui regroupe 317 communes, est catégorisée dans les aires de 200 000 à moins de 700 000 habitants,.

### Occupation des sols
L'occupation des sols de la commune, telle qu'elle ressort de la base de données européenne d’occupation biophysique des sols Corine Land Cover (CLC), est marquée par l'importance des territoires agricoles (96 % en 2018), une proportion identique à celle de 1990 (96 %). La répartition détaillée en 2018 est la suivante : 
terres arables (76,7 %), zones agricoles hétérogènes (15,4 %), prairies (4 %), forêts (4 %). L'évolution de l’occupation des sols de la commune et de ses infrastructures peut être observée sur les différentes représentations cartographiques du territoire : la carte de Cassini (XVIIIe siècle), la carte d'état-major (1820-1866) et les cartes ou photos aériennes de l'IGN pour la période actuelle (1950 à aujourd'hui).

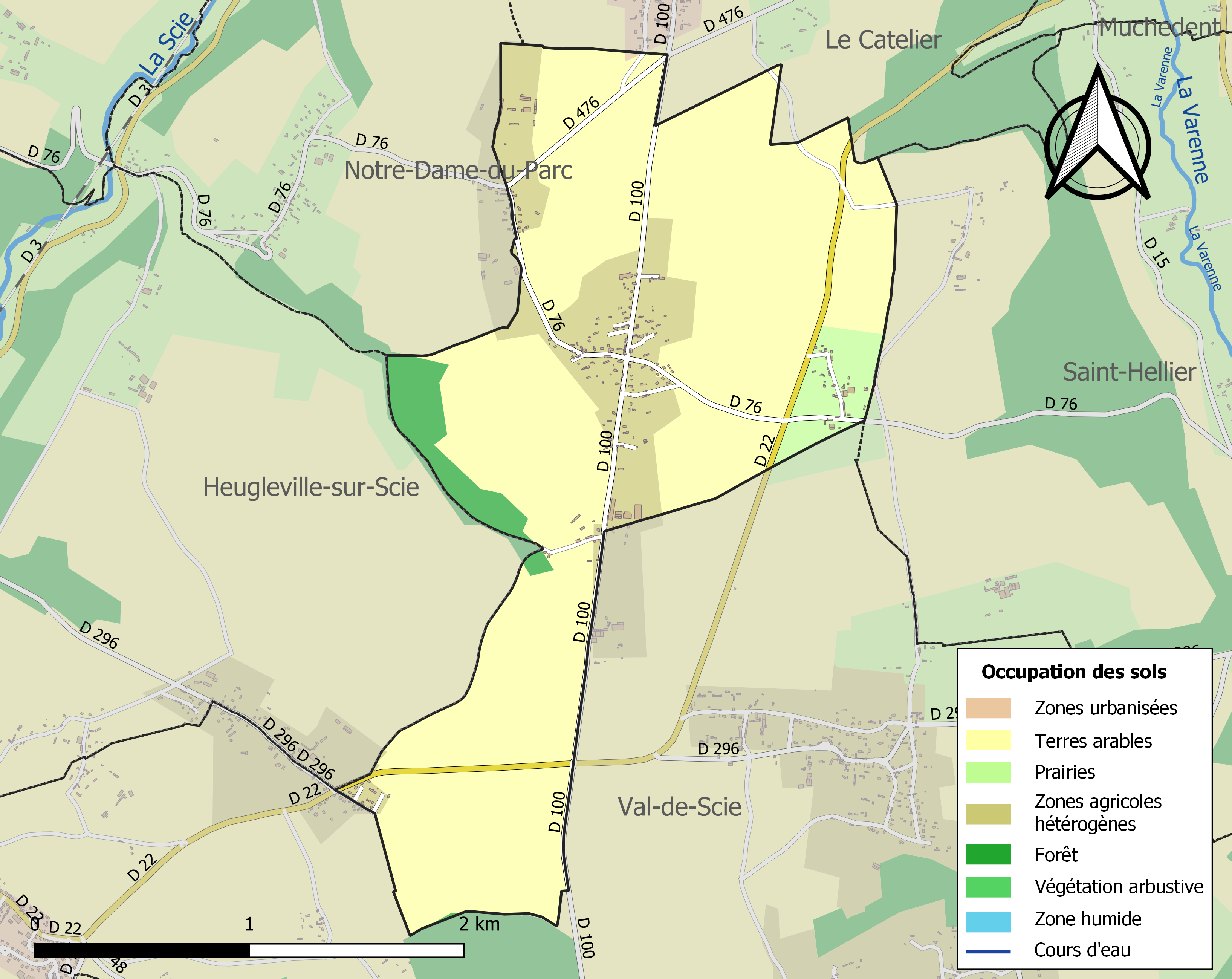
Carte des infrastructures et de l'occupation des sols de la commune en 2018 (CLC).

## Toponymie
Le nom de la localité est attesté sous les formes Croppwiz, Croppwit au XIIe siècle, Cropuiz fin du XIIe siècle (Archives départementales de la Seine-Maritime, 56 H), Croppus en 1380 (Arch. S.-M. 24 H, Rôle de Longueville), Cropus en 1460 (Arch. S.-M. G 9437-3269).

## Histoire
Le village est bâti sur le tracé de l'ancienne voie romaine reliant Rouen à Dieppe.
Lors de la Seconde Guerre mondiale, le village a subi des bombardements le 23 décembre 1943 et le 4 janvier 1944.

## Politique et administration

### Rattachements administratifs et électoraux
La commune se trouve dans l'arrondissement de Dieppe du département de la Seine-Maritime. Pour l'élection des députés, elle fait partie depuis 2012 de la dixième circonscription de la Seine-Maritime.
Elle faisait partie depuis 1801 du canton de Bellencombre. Dans le cadre du redécoupage cantonal de 2014 en France, Cropus est désormais rattaché au canton de Neufchâtel-en-Bray.

### Intercommunalité
Cropus était membre de la communauté de communes du Bosc d'Eawy, créée en 2002. Mécontente de ce rattachement, elle tente, initialement sans succès, de quitter cette intercommunalité,.
Dans le cadre des prescriptions de la loi portant nouvelle organisation territoriale de la République (Loi NOTRe) du 7 août 2015 prescrit, dans le cadre de l'approfondissement de la coopération intercommunale, que les intercommunalités à fiscalité propre doivent, sauf exceptions, regrouper au moins 15 000 habitants, le schéma départemental de coopération intercommunale (SDCI), le territoire de cette intercommunalité est rattaché à plusieurs de ses voisines, et Cropus est, depuis le 1er janvier 2017, membre de la communauté de communes Terroir de Caux.

### Liste des maires
| Période | Période                   | Identité         | Étiquette | Qualité |
| ------- | ------------------------- | ---------------- | --------- | --- |
| 1904    | 1919                      | Albert Bimont    |           | |
| 1919    | 1943                      | Jacques du Luart | FR-URD    | Comte Député de la Seine-Inférieure (1932 → 1940) Conseiller général de Bellencombre (1931 → 1939) Conseiller d'arrondissement (1927 → 1931) |
| 1944    | 1958                      | André Leroux     |           | |
| 1959    | 1997                      | Gérard Leroux    |           | |
| 1997    | En cours (au 6 mars 2020) | Denis Quesnay    | DVD       | Agriculteur |

## Démographie
L'évolution du nombre d'habitants est connue à travers les recensements de la population effectués dans la commune depuis 1793. Pour les communes de moins de 10 000 habitants, une enquête de recensement portant sur toute la population est réalisée tous les cinq ans, les populations de référence des années intermédiaires étant quant à elles estimées par interpolation ou extrapolation. Pour la commune, le premier recensement exhaustif entrant dans le cadre du nouveau dispositif a été réalisé en 2007.

En 2022, la commune comptait 251 habitants, en évolution de +0,8 % par rapport à 2016 (Seine-Maritime : +0,35 %, France hors Mayotte : +2,11 %).
| 1793 | 1800 | 1806 | 1821 | 1831 | 1836 | 1841 | 1846 | 1851 |
| ---- | ---- | ---- | ---- | ---- | ---- | ---- | ---- | ---- |
| 282  | 306  | 308  | 292  | 314  | 313  | 308  | 290  | 304  |

| 1856 | 1861 | 1866 | 1872 | 1876 | 1881 | 1886 | 1891 | 1896 |
| ---- | ---- | ---- | ---- | ---- | ---- | ---- | ---- | ---- |
| 273  | 274  | 270  | 257  | 253  | 258  | 273  | 277  | 271  |

| 1901 | 1906 | 1911 | 1921 | 1926 | 1931 | 1936 | 1946 | 1954 |
| ---- | ---- | ---- | ---- | ---- | ---- | ---- | ---- | ---- |
| 274  | 254  | 249  | 220  | 237  | 209  | 235  | 174  | 222  |

| 1962 | 1968 | 1975 | 1982 | 1990 | 1999 | 2006 | 2007 | 2012 |
| ---- | ---- | ---- | ---- | ---- | ---- | ---- | ---- | ---- |
| 228  | 247  | 201  | 176  | 220  | 214  | 225  | 226  | 249  |

| 2017 | 2022 | - | - | - | - | - | - | - |
| ---- | ---- | - | - | - | - | - | - | - |
| 249  | 251  | - | - | - | - | - | - | - |

## Culture locale et patrimoine

### Lieux et monuments

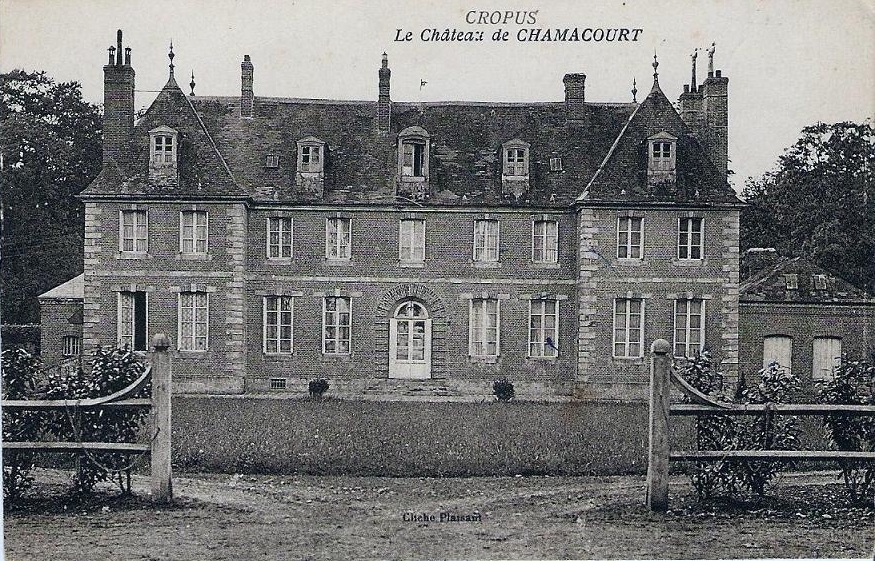
Carte postale du château de Chamacourt vers 1920.

- Église Saint-Jean[27], construite en 1786[16].

- Édifice disparu : le château de Chamacourt, détruit pendant la Seconde Guerre mondiale. 
Le fief de Chamacourt, situé à Cropus et Heugleville-sur-Scie, La Corbière, était, depuis 1676, la possession de la famille Couture[28]. 
En 1766, Marie Couture, veuve de Nicolas Baudry, seigneur d'Imbleville, vend Chamacourt à Antoine Augustin Thomas du Fossé, seigneur de Bosmelet, auquel succède son fils, Pierre Augustin Thomas de Chamacourt[29] (1767-1819). La fille de celui-ci, Gabrielle Maximilienne Thomas de Chamacourt, épouse Louis Barbin de Broyes. Tous deux laissent pour héritière Jacqueline Gabrielle Maximilienne Barbin de Broyes (1824-1907), mariée en 1848 avec Jacques Armand Henri Guyon de Guercheville. Celle dernière laisse pour successeur à Chamacourt son petit-fils, le comte Jacques du Luart (1881-1950), maire de Cropus de 1925 à 1940, conseiller-général et député de la Seine-Inférieure. 
L'aspect du château de Chamacourt est connu par des cartes postales anciennes. Chaque façade, construite en brique et pierre, comportait neuf travées sur deux niveaux, les deux travées sur chaque extrémité formant une aile légèrement saillante. La travée centrale était seulement marquée par la plus grande largeur de la porte d'entrée, en plein cintre. L'ensemble était surmonté d'un comble à la française. La façade postérieure comportait trois petits frontons à la base du toit. Le château se trouvait au fond d'une ample avenue, plantée d'arbres. Il a été détruit pendant la Seconde Guerre mondiale.

## Héraldique
| Blason de Cropus | Blason  | D'azur à l'agneau pascal couché d'argent portant une croix haute d'or à l'oriflamme d'argent chargé d'une croisette de gueules ; au chef de gueules chargé à dextre de deux léopards d'or armés et lampassés d'azur, l'un au-dessus de l'autre et à senestre de trois abeilles d'or, 2 et 1. |
| Blason de Cropus | Détails | Les deux léopards d'or représentent les armoiries de la Normandie. * Il y a là non-respect de la règle de contrariété des couleurs : ces armes sont fautives (chef de gueules sur azur). Officiel                                                                                            |